# Tanguy Zimmer
Tanguy Zimmer (14 september 1992) is een Belgisch hockeyer.

## Levensloop
Zimmer is actief bij Royal Léopold HC. In de zaalcompetitie kwam hij in seizoen 2017-'18 uit voor Hockey Namur. Sindsdien maakt hij ook indoor opnieuw deel uit van Léopold.
Daarnaast is hij actief bij het Belgisch zaalhockeyteam. Met de Indoor Red Lions nam hij onder meer deel aan de Europese kampioenschappen van 2020 en 2022. Ook maakte hij deel uit van de selectie voor het wereldkampioenschap van 2018.
Zijn neef Philippe Simar is eveneens actief in het hockey.